# Boussès
Boussès är en kommun i departementet Lot-et-Garonne i regionen Nouvelle-Aquitaine i sydvästra Frankrike. Kommunen ligger i kantonen Houeillès som tillhör arrondissementet Nérac. År 2022 hade Boussès 41 invånare.

## Befolkningsutveckling
Antalet invånare i kommunen Boussès
| Referens: INSEE |